# Adobe Experience Manager
Adobe Experience Manager parfois désignée sous l'acronyme AEM, est une collection de produits intégrés de marketing en ligne et d'analyse web par Adobe Systems,.